# Sergey Fokin
Sergey Aleksandrovich Fokin - em russo, Сергей Александрович Фокин (Ulyanovsk, 26 de Julho de 1961) - é um ex-jogador de futebol russo.campeão olímpico em Seul 1988.

## Carreira
Medalha de ouro nas Olimpíadas de 1988, Fokin foi à Copa do Mundo FIFA de 1990 pela Seleção Soviética. No ano seguinte, ganharia com o CSKA Moscou o último campeonato soviético e a última Copa da URSS. 
Com o fim da União Soviética, foi jogar na Alemanha pelo Eintracht Braunschweig e lá encerrou a carreira, em 2000. Tendo jogado três partidas pela seleção principal da URSS, não chegou a jogar pela Rússia.